# 霍罗绍沃站 (大环线)
霍羅紹夫站（羅馬化：Khoroshyovskaya）是莫斯科地鐵莫斯科大環線的一個車站，目前由加里宁-松采沃线借用。此站在2018年2月26日啟用，是新線首五個車站之一。

## 轉乘
霍羅紹夫站可以直接轉乘塔甘卡－紅普列斯尼亞線的波列扎耶夫站和出站轉乘莫斯科中央環線的霍洛绍沃站。當下一階段路線通車後，路線將自此站起分支出兩條路線，一條以原計劃形成的環線，另一條是以商業中心站為總站的支線。